# Widsitsch

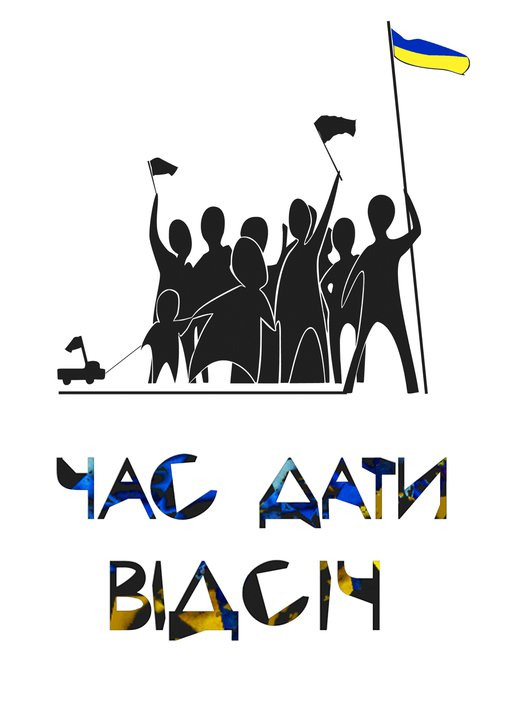
Logo der Organisation

Die Bürgerbewegung Widsitsch (oder einfach Widsitsch, ukrainisch Відсіч – „Widerstand“) ist eine ukrainische Bürgerbewegung, die als Reaktion auf das Regime von Wiktor Janukowytsch und der mit ihm verbundenen anti-ukrainischen Trends entstand.
Bei der Gründung von Widsitsch beteiligten sich Mitglieder früherer Widerstandsbewegungen (Revolution auf Granit, die Bewegung Ukraine ohne Kutschma, Bürgerkomitee Für die Wahrheit!, Bürgerkampagne Pora! etc.) und ihre Anhänger.

## Grundsätze der Bewegung

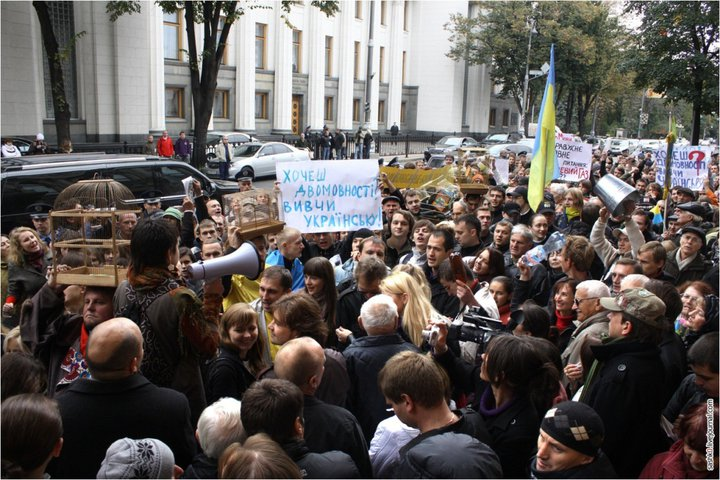
Widsitschaktivisten während der Aktion zum Schutz der Ukrainischen Sprache (Kiew, 2010)

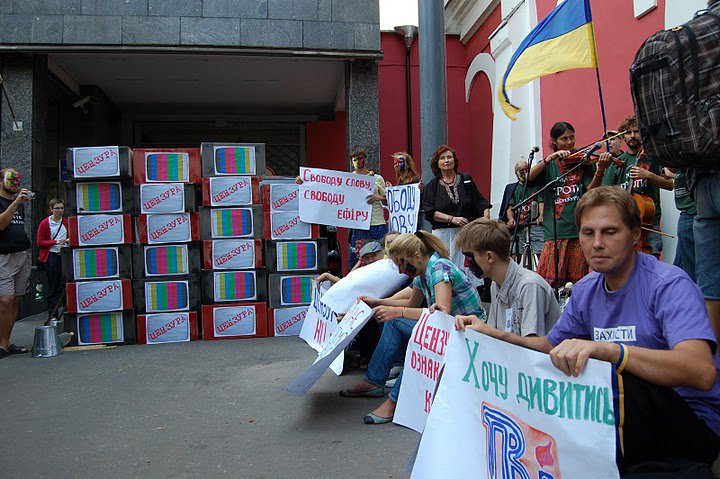
Widsitschaktivisten während der Aktion gegen die Informationskontrolle in der Ukraine (Kiew, 2010)

- Gewaltlosigkeit. Gewaltloser Widerstand wird als wirksamste Kampfmethode (nicht mit Pazifismus zu verwechseln) angewandt.
- Fehlen von formalen Führern und Rotation. Jede Aktion oder Kampagne hat ihre Koordinatoren, aber die Bewegung als Ganzes hat keinen einzelnen Führer, der Vorgaben von oben macht; alle Entscheidungen werden mittels Debatten zwischen den Aktivisten getroffen. Die Zellen sind gleichberechtigt und zwischen ihnen wird auf gleicher Augenhöhe kommuniziert.
- Offenheit. Es gibt keine Geheimnisse vor der Außenwelt bei „Widsitsch“. Widsitsch schützt gewisse Informationen vor der Verbreitung (solche wie Passwörter oder persönliche Information der Aktivisten). Aber Informationen über die Position und Tätigkeit der Bewegung sind für alle zugänglich.
- Überparteilichkeit. Die Bürgerbewegung Widsitsch arbeit für keine politische Kraft. Mitglieder einer Partei können Aktivisten von Widsitsch sein, aber bei Widsitsch vertreten sie nicht die Interessen ihrer Parteien.
- Konsensprinzip. Es besteht darin, dass Lösung angestrebt werden, denen alle zustimmen.
- Opferbereitschaft. Niemand kann aus seiner Beteiligung an Widsitsch profitieren, etwa aus den Früchten der Bewegung. Vielmehr müssen alle Aktivisten von Widsitsch etwas für die gemeinsame Sache (Zeit, Mühe, Geld etc.) opfern.
- Copyleft. Jeder macht das, was er zu machen bereit ist und fordert nichts für sich selbst. Alles, was ein Aktivist bei Widsitsch macht, wird nicht sein Eigentum, sondern das von Widsitsch und der menschlichen Zivilisation. Niemand hat das Recht, Anerkennung oder Privilegien für das zu fordern, was er gemacht hat.

## Aktionen und Protestaktionen

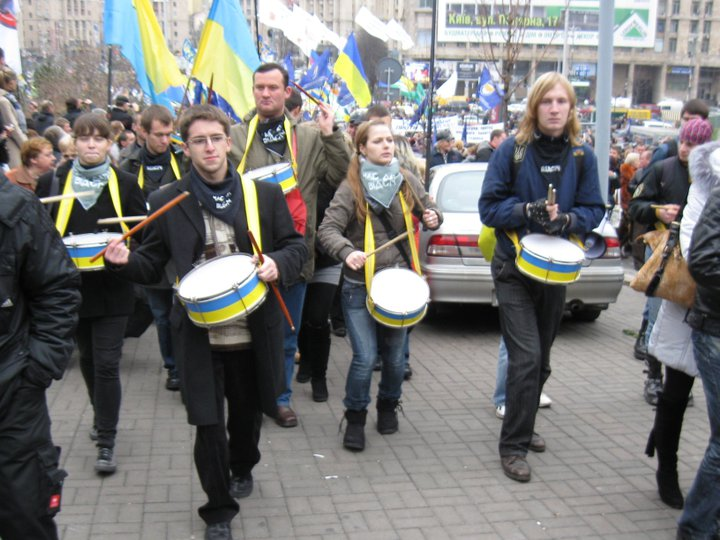
Widsitschaktivisten während einer Protestaktion (Kiew, 2010)

Von März bis Dezember 2010 hat die Bürgerbewegung Widsitsch an über 100 Veranstaltungen (hauptsächlich Straßenaktionen sowie Warnstreiks, Anhörungen, Diskussionsrunden) in sechs ukrainischen Städten mitgewirkt, sowohl selbständig als auch in Zusammenarbeit mit anderen Organisationen.
Dazu gehören: Teilnahme an der Antytabatscnij-Kampagne, eine Solidaritätsaktion zum Schutz des Charkiwer Gorki-Parks, gegen den Aufenthalt der russischen Schwarzmeerflotte auf ukrainischem Territorium, Schutz der ukrainischen Kinorechte, gegen Zensur und für den Schutz der Meinungsfreiheit, zum Andenken der Opfer des Holodomor, Aktion Ostern zusammen (von Studenten aus dem Osten und Süden der Ukraine in den Familien ihrer Kollegen in Lwiw), gegen die Verfolgung von Historikern und Änderungen an der Geschichtsschreibung, für die Popularisierung von Staatssymbolen, zum Andenken des 66. Jahrestags der Deportation der Krimtataren, gegen Polizeiwillkür (Kampagne Kein Polizeistaat), Organisation von Protesten gegen die Abgabenordnung, Kampagne gegen das Gesetz Nummer 2450 (es sah deutliche Freiheitsbeschränkunden bei friedlichen Versammlungen vor), Kampagne „Beschäftigt euch mit der Sache und nicht mit der Zunge!“, Kampagne Gegen die Vernachlässigung der Bildung, Kampagne „Kauft keine russischen Waren!“ (Boykott russischer Waren als Antwort auf die Exporthandelblockade durch die russischen Seite), Teilnahme am Euromaidan (u. a. an Koordination der Studentenstreiks in Kiew) und andere.